# Stefan Antosiewicz
Stefan Antosiewicz, ps. „Ostrowski”, „Siergiej” (ur. 2 marca 1918, zm. 15 maja 1998) – pułkownik, długoletni funkcjonariusz aparatu bezpieczeństwa Polski Ludowej (Ministerstwa Bezpieczeństwa Publicznego i Ministerstwa Spraw Wewnętrznych), m.in. pierwszy dyrektor (p.o. dyrektora) wywiadu Resortu Bezpieczeństwa Publicznego PKWN i Wydziału Wywiadu oraz Departamentu I Ministerstwa Bezpieczeństwa Publicznego.

## Życiorys
Syn Wacława i Zofii. W 1934 ukończył gimnazjum w Mińsku Mazowieckim, w latach 1934–1936 i 1938–1939 studiował na Wydziale Mechanicznego Politechniki Warszawskiej. Od 1936 do 1938 pracował jako marynarz na statkach greckich i francuskich. W latach 1940–1941 pracował jako konstruktor w hucie im. Kujbyszewa w Niżno-Tagilsku. W latach 1941–1943 przeszedł szkolenie wywiadowcze i od 1944 walczył w oddziale specjalnym Iwana Iwanowicza przy brygadzie partyzanckiej im. Woroszyłowa pod dowództwem gen. Fiodora Markowa.
Pierwsze wyższe stanowisko w nowo utworzonym aparacie bezpieczeństwa objął 8 listopada 1944 – został zastępcą kierownika Wojewódzkiego Urzędu Bezpieczeństwa Publicznego w Lublinie; następnie objął (jako pełniący obowiązki) stanowisko dyrektora Samodzielnego Wydziału Wywiadu w Resorcie BP. Po przeformowaniu Resortów PKWN w ministerstwa objął stanowisko dyrektora Wydziału Wywiadu w Ministerstwie Bezpieczeństwa Publicznego. 4 kwietnia objął (jako p.o.) funkcję kierownika Wojewódzkiego Urzędu Bezpieczeństwa Publicznego w Poznaniu; 3 czerwca objął to samo stanowisko w WUBP w Katowicach. 1 września 1948 przeniósł się do centrali MBP w Warszawie, gdzie zastąpił na stanowisku dyrektora Departamentu I MBP (kontrwywiadu) podpułkownika Artura Jastrzębskiego; pracował na tym stanowisku aż do likwidacji Ministerstwa Bezpieczeństwa Państwowego i zastąpieniu go Komitetem ds. Bezpieczeństwa Publicznego w 1954. Po utworzeniu Ministerstwa Spraw Wewnętrznych w tym samym roku przeszedł tam na stanowisko podsekretarza stanu (wiceministra). Odwołany 3 listopada 1959.
Wieloletni prezes Aeroklubu PRL.
Został pochowany na cmentarzu Powązkowskim w Warszawie (kwatera 70-3-18,19).

## Ordery i odznaczenia
- Order Sztandaru Pracy II klasy (1954)
- Order Krzyża Grunwaldu III klasy (1946)
- Krzyż Kawalerski Orderu Odrodzenia Polski (10 października 1945)[3]
- Krzyż Partyzancki
- Srebrny Krzyż Zasługi (26 marca 1946)[4]
- Złota odznaka „Za pracę społeczną dla miasta Krakowa” (1968)[5]